# Jason Schwartzman
Jason Francesco Schwartzman (Los Angeles, Califórnia, 26 de junho de 1980) é um ator, produtor cinematográfico, roteirista e músico estadunidense. 
Schwartzman fez sua estreia no filme do Wes Anderson Rushmore (1998), e desde então apareceu em seus outros filmes do diretor: The Darjeeling Limited (2007), Fantastic Mr. Fox (2009), Moonrise Kingdom (2012), The Grand Budapest Hotel (2014), The French Dispatch (2021), e Asteroid City (2023). Ele também co-escreveu no roteiro de The Darjeeling Limited. 
Ele é conhecido por seus papéis como Gideon Graves em Scott Pilgrim vs. the World (2010) e Scott Pilgrim Takes Off (2023), and Mancha, que ele dublou em Spider-Man: Across the Spider-Verse (2023) no filme a ser lançado Spider-Man: Beyond the Spider-Verse. Outros filmes de Schwartzman incluem Spun (2003), I Heart Huckabees (2004), Marie Antoinette (2006), Funny People (2009), Saving Mr. Banks (2013), Big Eyes (2014), Klaus (2019), The Hunger Games: The Ballad of Songbirds & Snakes (2023), e Queer (2024). Ele estrelou na série televisiva Bored to Death (2009–2011) e apareceu na quarta temporada da série antológica da FX Fargo (2020). Ele foi um produtor executivo na série da Amazon Prime Mozart in the Jungle (2014–2018), uma série em que também atuou.
Schwartzman lançou três álbuns através do seu projeto musical solo, sob o nome de Coconut Records. Ele também foi anteriormente baterista da banda de rock Phantom Planet.  

## Biografia
Schwartzman nasceu em Los Angeles, Califórnia filho da atriz Talia Shire e do produtor Jack Schwartzman. A família de Jason é muito ligada as artes, sua mãe é irmã do diretor de cinema Francis Ford Coppola, ele é primo de Sofia Coppola, Roman Coppola e Nicolas Cage, além de ser irmão do ator e músico Robert Schwartzman. Seu pai é judeu e sua mãe católica, então ele foi criado sem religião.
Em julho de 2009, Schwartzman se casou com sua namorada de longa data Brady Cunningham na casa deles no Vale de São Fernando, Califórnia. Cunningham é uma diretora de arte californiana, e eles são vegetarianos convictos. Juntos eles fizeram um curta, What to Eat: The Environmental Impacts of our Food. Em dezembro de 2010 nasceu a primeira filha do casal, Marlowe Rivers Schwartzman.

## Carreira

### Atuação
Schwartzman começou a atuar aos 17 anos, no filme Rushmore, de Wes Anderson, em 1998, e apesar de ter nascido em uma família fortemente ligada ao cinema, esse foi seu primeiro trabalho.
Em 2006 ele interpretou o Rei Luís XVI no filme dirigido por sua prima Sofia Coppola e com Kirsten Dunst no papel título, Marie Antoinette.
Em 2007 ele voltou a trabalhar com Wes Anderson no curta protagonizado por ele e Natalie Portman Hotel Chevalier, e também na continuação do curta, o filme que ele também escreveu junto a Wes  The Darjeeling Limited.
Fez a voz de Ash Fox na animação Fantastic Mr. Fox, em 2009 e participou do filme Scott Pilgrim vs. the World em 2010, onde interpreta o antagonista e vilão Gideon Graves.
Em 2012, mais uma vez trabalhou com Wes Anderson, no premiado filme Moonrise Kingdom, no papel de Cousin Ben (em português Primo Ben).

### Música

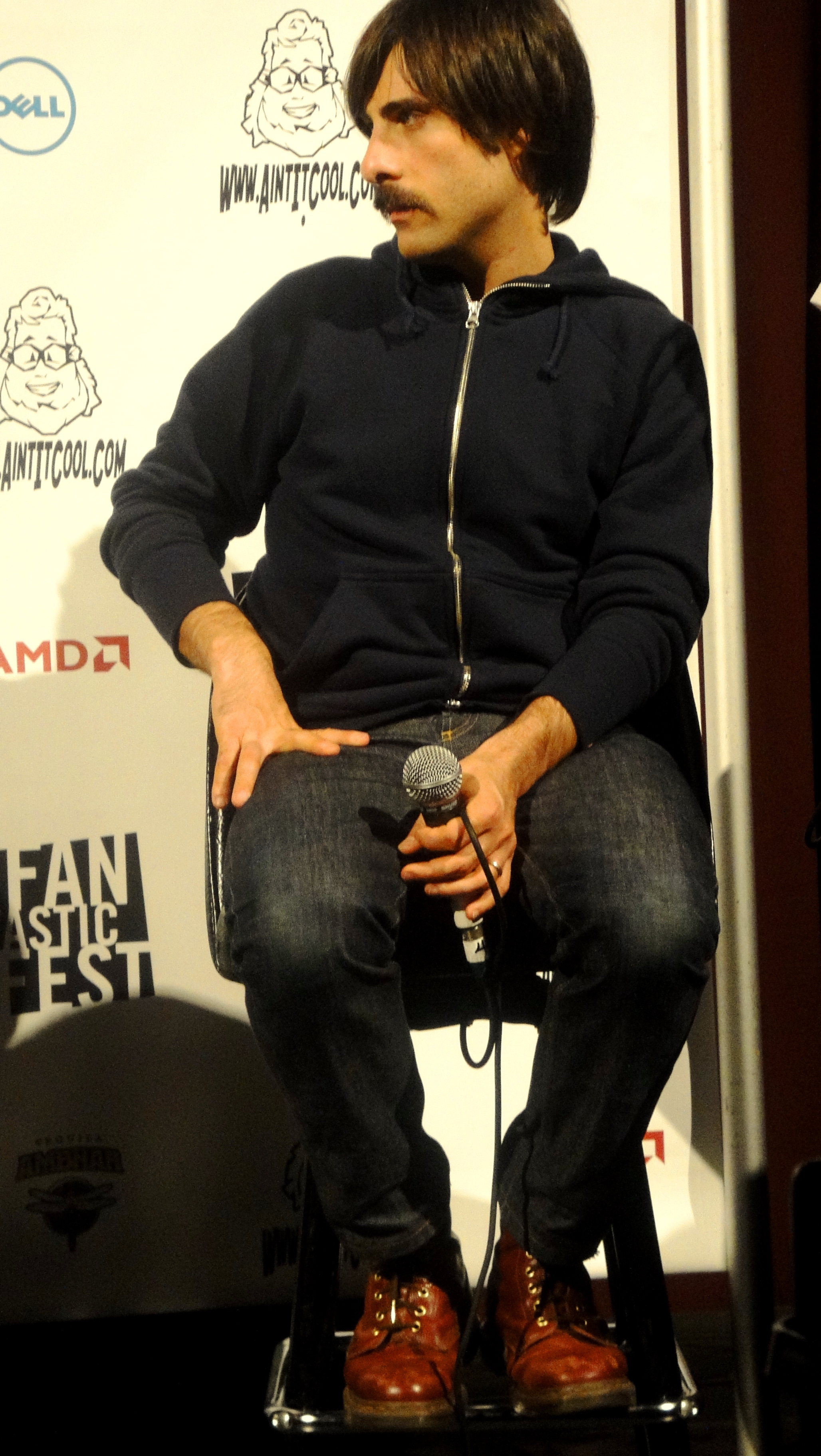
Jason Schwartzman em outubro de 2010

Antes de ser ator Jason já tinha uma banda a Phantom Planet, na qual tocava bateria, além de escrever as músicas, mas depois a deixou para se dedicar a carreira no cinema. Porém continuou fazendo participações em alguns clipes e tocando em algumas faixas do álbum de 2005 da banda Awake Is the New Sleep.
Em 2007 ele lançou seu primeiro álbum solo com nome de Nighttiming. O álbum foi lançado também no iTunes, onde no dia 20 de março de 2007 chegou ao primeiro lugar dos mais vendidos.

## Filmografia
| Ano  | Tìtulo                                        | Personagem           | Notas |
| ---- | --------------------------------------------- | -------------------- | --- |
| 1998 | Rushmore                                      | Max Fischer          | Lone Star Film & Television Awards de Melhor Ator YoungStar Awards de Melhor Ator Jovem Indicado - Teen Choice Awards de Melhor Ator Revelação em Cinema Indicado - Teen Choice Award de Melhor Chilique no Cinema Indicado - Chicago Film Critics Association Awards de Ator Mais Promissor Indicado - Chlotrudis Awards de Melhor Ator |
| 2001 | CQ                                            | Felix DeMarco        | |
| 2001 | Odessa or Bust                                | The Young Man        | Curta-Metragem |
| 2002 | Slackers                                      | Ethan Dulles         | |
| 2002 | S1m0ne                                        | Milton               | |
| 2002 | Spun                                          | Ross                 | |
| 2002 | Julius And Friends: Hole In One               | Julius (voz)         | Curta-Metragem |
| 2003 | Julius And Friends: Yeti, Set, Go             | Julius (voz)         | Curta-Metragem |
| 2004 | I Heart Huckabees                             | Albert Markovski     | |
| 2005 | The Hitchhiker's Guide to the Galaxy          | Gag Halfrunt         | |
| 2005 | Bewitched                                     | Ritchie              | |
| 2005 | Shopgirl                                      | Jeremy               | Indicado—Satellite Award de melhor ator coadjuvante no cinema |
| 2006 | Marie Antoinette                              | Luís XVI de França   | |
| 2007 | Hotel Chevalier                               | Jack Whitman         | Curta-Metragem |
| 2007 | The Darjeeling Limited                        | Jack Whitman         | Também Roterista |
| 2007 | Walk Hard: The Dewey Cox Story                | Ringo Starr          | |
| 2009 | The Marc Pease Experience                     | Marc Pease           | |
| 2009 | Funny People                                  | Mark Taylor Jackson  | |
| 2009 | Fantastic Mr. Fox                             | Ash Fox (voice)      | |
| 2010 | Scott Pilgrim vs. the World                   | Gideon Gordon Graves | |
| 2010 | Fight For Your Right Revisited                | Vincent Van Gogh     | |
| 2012 | Moonrise Kingdom                              | Cousin Ben           | Boston Society of Film Critics Awards de Melhor Elenco Central Ohio Film Critics Association de Melhor Elenco Phoenix Film Critics Society Awards de Melhor Elenco Southeastern Film Critics Association Awards de Melhor Elenco Indicado - Gotham Awards de Melhor Elenco em Cinema                                                     |
| 2012 | A Glimpse Inside the Mind of Charles Swan III | Kirby Star           | |
| 2013 | Saving Mr. Banks                              | Richard M. Sherman   | |
| 2014 | The Grand Budapest Hotel                      | Mounsier Jean        | |
| 2014 | Listen Up, Philip                             | Philip               | |
| 2024 | Queer                                         | Joe                  | |